# Orden (udmærkelse)
 For alternative betydninger, se Orden. (Se også artikler, som begynder med Orden)
Ordener tildeles særligt fortjenstfulde personer og institutioner. Denne særlige fortjenstfuldhed kan antage mange former, og i sidste ende er det den uddelende person eller myndighed, som bestemmer.
I 1800-tallet opstod ordensvæsenet i sin moderne, demokratiske udgave, idet man genbrugte ideer og symboler fra ridderordnerne.
Historisk betragtet er ordener forskellige fra medaljer og lignende dekorationer ved at man er medlem af en orden – ordenen er nærmest en slags klub – mens man bliver tildelt en medalje – medaljen er udtryk for giverens gunst. I dag findes denne skelnen kun derved, at ordener er "finere" end medaljer.
I Danmark er det Dronning Margrethe 2., der står for uddeling af ordener via Ordenskapitlet.
Den fornemste danske orden er Elefantordenen, der normalt kun tildeles kongelige personer og statsoverhoveder.
Herefter følger forskellige grader af Dannebrogordenen: Storkommandør, Storkors, Kommandør af 1. grad, Kommandør, Ridder af 1. grad og Ridder af Dannebrog.